# تحليل تنشيط نيوترونات غاما
يعد تحليل تنشيط النيوترون بواسطة جاما السريع (PGAA) تقنية قابلة للتطبيق على نطاق واسع للغاية لتحديد الوجود وكمية العديد من العناصر في آن واحد في عينات يتراوح حجمها بين ميكروغرامات إلى غرامات كثيرة. بالإضافة إلى انها طريقة غير تدميرية ، والشكل الكيميائي للعينة وشكلها غير مهمين نسبيا. كما تستغرق القياسات النموذجية من عدة دقائق إلى عدة ساعات لكل عينة.
ومن الممكن أن توصف هذه التقنية على النحو الاتي. حيث يتم تشيع العينة بشكل مستمر بواسطة شعاع من النيوترونات. فتقوم العناصر المكنونة للعينة بامتصاص بعض هذه النيوترونات وتبعث أشعة جاما السريعة التي تقاس بواسطة مطياف أشعة جاما. كما تحدد طاقات أشعة غاما العناصر التي تلتقط النيوترونات ، وفي حين أن كثافة القمم عند هذه الطاقات تكشف عن تركيزاتها. كمية عنصر التحليل معطاة بنسبة معدل العد لذروة الخاصية في العينة إلى المعدل في كتلة معروفة من المعيار التجريبي المناسب المشع في نفس الظروف.
وفي العادة،  لا تكتسب العينة نشاطا إشعاعيا كبيرا طويل العمر ،ويمكن إزالة العينة من المرفق واستخدامها لأغراض أخرى. تعد PGAA واحد من التطبيقات النموذجية لـ
محلل أحزمة على الإنترنت أو محلل المواد السائبة المستخدم في صناعة الأسمنت والفحم والصناعات المعدنية .

## روابط خارجية
موقعncnr.nist.gov موجه جهاز قياس الطيف لتحليل نشاط جاما
1. ↑  Harder, J. 2009, 'Material analysis for process control in cement plants', ZKG INTERNATIONAL, 6/7 - 2009, Volume 62, p. 64